# Max Oberstadt
Maximiliaan (Max) Oberstadt (Tilburg, 3 oktober 1875 – Den Haag, 6 juli 1952) was een Nederlands violist.
Hij was zoon van ingenieur bij de spoorweg Ferdinand Oberstadt en Maria Paxmann. Broer Carel Oberstadt werd componist en pianist, broer Walter Oberstadt was cellist. Maximaliaan was vanaf 1905 tot 1916 getrouwd pianiste Caroline Hinlopen en vanaf 1919 met Johanna Petronella van der Bergh (overleed een jaar later).
Hij kreeg zijn basisopleiding van J.J. Krever (Tilburg) , J. Koert (Rotterdam) en Van Riemsdijk (Zwolle). In 1892 zette hij zijn studie voort bij professor Jacobsen aan de Hochschule für Musil. In 1894 moest hij die studie afbreken vanwege een blessure aan de linkerhand, hij ging in augustus 1894 het leger in bij een instructiebataljon dat in Kampen lag. Hij voltooide daar de studie, maar werd in 1899 afgekeurd bij promotie tot officier. De handblessure was evenwel voldoende genezen om de vioolstudie weer op te pakken, dit maal bij Christian Timmner. Na twee jaar studie (1900-1902) was hij voldoende hersteld op een concertreis door Nederland te houden, begeleid door zijn aanstaande vrouw Caroline Hindeloopen. Pech bleef hem achtervolgen, in 1905 kreeg hij last van zijn gehoororganen en zag zijn loopbaan als eerste violist in het Residentie Orkest in rook opgaan.   
Hij schreef een aantal werkjes, voornamelijk liederen en een verhandeling Trillings-theorie, dat vermoedelijk alleen het manuscriptstadium haalde. 